# Eduard Alesson i Gravirona
Eduard Alesson Gravirona (?- Barcelona, 1951) fou directiu de futbol i mestre d'esgrima.
Propietari i president d'honor de l'Hispània, era un home de gran cultura i molt ben considerat en els ambients esportius de finals del segle xix i principis del XX a Barcelona, ja que representava el prototip de l'sportman, un home aficionat a tots els esports i practicant de la majoria que estaven de moda en aquella època, entre ells el futbol. El 1893 havia començat a fer de mestre d'esgrima en el gimnàs Mèdic de Barcelona i entre 1897 i 1898 va obrir la sala d'armes que portava el seu nom, on es van formar reconeguts mestres com Alfons Ardura, posteriorment president de la Federació Catalana d'Esgrima i del RCD Espanyol. Algunes informacions, el situen el 9 de desembre de 1898 participant en la primera cursa atlètica que es va fer a la ciutat de Barcelona, organitzada pel doctor Jaume Vila, professor del Gimnàs Tolosa, d'altres el citen com un dels promotors de la fundació del Futbol Club Badalona el 1903, i també va ser soci de l'Sportsmen's Club, entitat poliesportiva que va existir entre 1903 i 1906. Va ser el primer president de la Federació Catalana de Futbol.